# Тате (ТВ серија)
Тате je српска теленовела која се од 2020. до 2021. године приказивала на телевизији Прва. Представља римејк аргентинске теленовеле Sres. papis.
Серија је првобитно најављена у мају 2019. године под називом Драге татице. Било је планирано да се емитује од септембра 2019. године као наследник теленовеле Истине и лажи, међутим, у децембру 2019. откривено је да ће се серија емитовати од јануара 2020. године под називом Тате.

## Синопсис
Радња серије смештена је у савремени Београд. Главни ликови су Петар, Влада, Марко и Тома, модерни, добродржећи и присутни мушкарци, који кроз очинство постају пријатељи. Влада је традиционални и помало груб власник пицерије, отац тројице дечака који има огромне проблеме са женом због сопствене љубоморе. Марко је незадовољни глумац у климаксу, који има нестабилан посао, бившу жену и две ћерке, али и нову, превише амбициозну жену, која му је родила сина. Петар је успешни адвокат, који је заљубљен у себе и свој начин живота, који се из корена мења када схвати да има сина за кога није знао. Тома је фини ветеринар, који се досељава у Београд са ћерком, после смрти супруге, како би почео нови живот. Животи ове четворице јунака испреплетаће се на необичан начин, што ће довести до различитих животних обрта, смеха, интрига, суза, растанака, нових љубави и пријатељстава у које ће бити уплетени разни људи, њихови пријатељи, жене, девојке, сарадници итд.

## Улоге
| Глумац                                              | Улога                               |
| --------------------------------------------------- | ----------------------------------- |
| Филип Јуричић (1. сезона) Милан Калинић (2. сезона) | Петар Малбаша                       |
| Андреј Шепетковски                                  | Марко Кршић                         |
| Бранко Јанковић                                     | Владимир „Влада” Бамбуловић         |
| Миљан Прљета                                        | Тома Дугошија                       |
| Љубинка Кларић                                      | Елеонора „Лола” Каћански            |
| Јелица Сретеновић                                   | Велиборка „Вега” Дугошија           |
| Милорад Дамјановић                                  | Здравко Радић                       |
| Ања Алач                                            | Дуња                                |
| Маријана Мићић                                      | Горица Угрица                       |
| Јована Јеловац Цавнић                               | Сара “Симче”                        |
| Ташана Ђорђевић                                     | Миона Бамбуловић                    |
| Катарина Жутић                                      | Ружа Шишарица                       |
| Соња Колачарић                                      | Јасна Матавуљ                       |
| Тамара Радовановић                                  | Ема Угрица                          |
| Срђан Јовановић                                     | Завиша "Тврди"                      |
| Сташа Николић                                       | Ива Кршић                           |
| Луција Вујовић                                      | Миа Кршић                           |
| Никола Брун                                         | Предраг „Пеки” Бамбуловић           |
| Јован Пауновић                                      | Коста „Коки” Бамбуловић             |
| Марко Ковачевић                                     | Филип „Фики” Бамбуловић             |
| Гаврило Иванковић                                   | Боле Довијанић                      |
| Маша Јовичић                                        | Јања Дугошија                       |
| Лука Маркишић                                       | Сретен                              |
| Марија Јовановић                                    | Тијана Довијанић                    |
| Нада Блам                                           | Ковиљка Довијанић                   |
| Душан Ашковић                                       | управник Гавра                      |
| Душанка Стојановић Глид                             | тетка Јагода                        |
| Драгана Ђурђевић                                    | полицајка Драгана Бабић             |
| Наташа Јанковић                                     | социјална радница                   |
| Иван Томић                                          | Влатко                              |
| Никола Драгашевић                                   | Сретенов друг                       |
| Нела Михаиловић                                     | Блаженка, Дуњина мајка              |
| Иван Заблаћански                                    | Озрен                               |
| Борис Пинговић                                      | Лазар, Дуњин отац                   |
| Раде Ћосић                                          | Игор, Мионин шеф                    |
| Искра Брајовић                                      | Лаура                               |
| Милена Павловић                                     | Љиљана, директорка социјалне службе |
| Неда Вуковић                                        | Јелена                              |
| Никола Благојевић                                   | Паћа пајсер                         |
| Анђела Радуловић                                    | Хелена Марија                       |
| Ивана Дубовац                                       | Доминика                            |
| Милена Николић                                      | Драгица                             |
| Данијела Танасковић                                 | судија Поповић                      |
| Владимир Алексић                                    | Драгутин "Гута", Јаснин бивши муж   |
| Предраг Дамњановић                                  | Пеђа                                |
| Лена Чолак                                          | Петрова девојка                     |
| Јелена Велковски                                    | Марија, директорка азила            |
| Добрила Илић                                        | Миљанка                             |
| Михајло Милевић                                     | Стефан, Пекијев друг                |
| Марко Живић                                         | Роман                               |
| Милан Пајић                                         | Завишин лекар                       |
| Јасминка Хоџић                                      | Драгиња                             |
| Ведран Боровчанин                                   | Завишин друг                        |

## Епизоде
| Сезона | Сезона | Епизоде | Епизоде | Оригинално емитовање | Оригинално емитовање |
| Сезона | Сезона | Епизоде | Епизоде | Премијера            | Финале               |
| ------ | ------ | ------- | ------- | -------------------- | -------------------- |
|        | 1.     | 88      | 88      | 27. јануар 2020.     | 12. јун 2020.        |
|        | 2.     | 92      | 92      | 15. септембар 2020.  | 19. фебруар 2021.    |